# Länsväg U 673
Länsväg U 673 är en övrig länsväg i Västmanlands län som går från Skultuna till Vagersta.

## Sträckning
Skultuna (681) - Abelsberg (675) - Haraker - Ulvsta (684/679) - Vagersta (676/678) - Lilla Tomta (771).
Vägen är en viktig genomfartsled för trafik från Skultunatrakten mot Sala, Salbohed och vidare mot Dalarna.
Vägnumret skyltas inte och sätts inte ut på allmänna vägkartor.